# Xã Bourbon, Quận Knox, Missouri
Xã Bourbon (tiếng Anh: Bourbon Township) là một xã thuộc quận Knox, tiểu bang Missouri, Hoa Kỳ. Năm 2010, dân số của xã này là 101 người.